# سرمایش جذبی

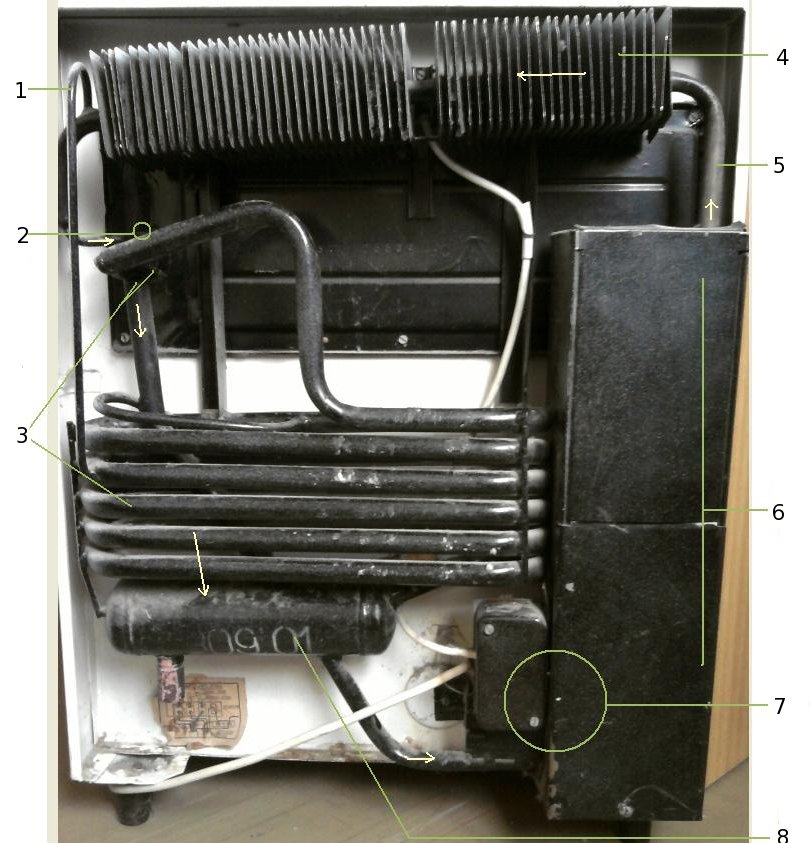
یخچال جذب خانگی.
1. هیدروژن با آمونیاک مایع وارد لوله می‌شود.
2. آمونیاک و هیدروژن وارد محفظه داخلی می‌شوند. افزایش حجم باعث کاهش فشار جزئی آمونیاک مایع می‌شود. آمونیاک تبخیر می‌شود، گرما از آمونیاک مایع (ΔHVap) گرفته و دمای آن را کاهش می‌دهد. گرما از فضای گرمتر یخچال به سمت مایع سردتر جریان می‌یابد و باعث تبخیر بیشتر می‌شود.
3. آمونیاک و هیدروژن از محفظه داخلی برمی گردند، آمونیاک به جاذب برگشته و در آب حل می‌شود. هیدروژن برای بالا رفتن آزاد است.
4. تراکم گاز آمونیاک (خنک‌کننده غیرفعال).
5. گاز آمونیاک گرم.
6. عایق بندی و تقطیر گاز آمونیاک از آب.
7. منبع حرارت برقی.
8. ظرف جاذب (محلول آب و آمونیاک).

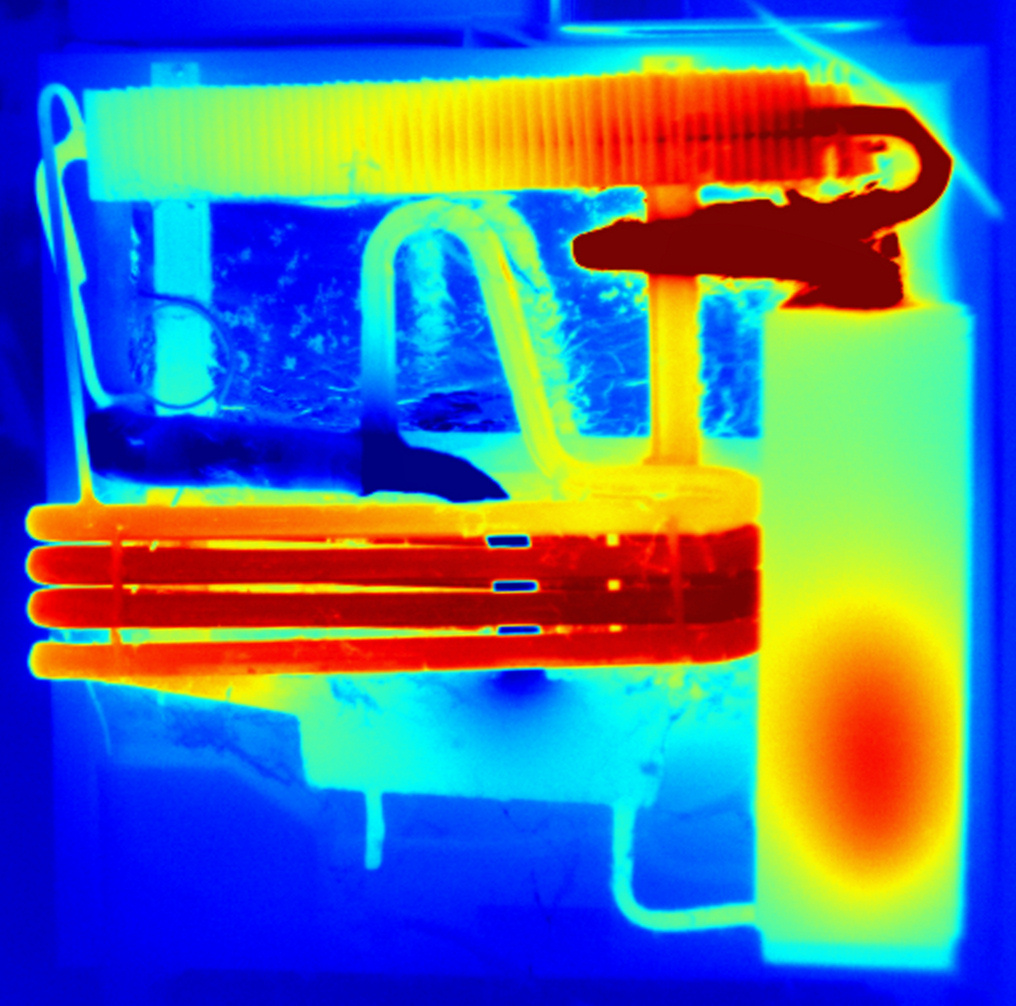
تصویر حرارتی یخچال جذبی خانگی از نوع قابل مقایسه با تصویری که در تصویر دارای برچسب بالا است. رنگ دمای نسبی را نشان می‌دهد: آبی = سرد، قرمز گرمترین است. منبع گرما (۷) کاملاً در بخش عایق بندی قرار دارد (۶).

سیستم جذبی پاشش آب

سرمایش جذبی، (به انگلیسی: Absorption refrigerator) یا برودت جذبی به روشی برای تولید سرما گفته می‌شود که از یک منبع گرما (تولید شده از تابش خورشید، آب گرم کارخانه‌ها، شعلهٔ مستقیم) استفاده می‌نماید.
از یخچال‌های جذبی عموماً برای سرمایش مواد غذایی کاروان‌ها استفاده می‌گردد. از این روش همچنین می‌توان برای برودت ساختمان‌هایی که دارای منابع گرمایی ارزان قیمت هستند نیز استفاده نمود.
استانداردهای برودت جذبی توسط ANSI/AHRI standard 560-2000 ارائه شده‌است.

## اصول و روش کار
پایه کارکرد سیستم‌های سرمایش جذبی و تراکمی یکسان می‌باشد و هر دو با استفاده از دمای بخار بسیار پایین سرمابر (مبرد) کار می‌کنند، در هر دو نمونه مبرد جهت بخار شدن در فشار معین به اندازه گرمای نهان خود از محیط اطراف (معمولا از هوا یا آب) گرما را جذب می‌نماید و باعث خنک شدن آن می‌گردد. تفاوت اصلی این دو روش در تبدیل دوباره مبرد (سرمابر) گازی به حالت مایع جهت تکرار چرخه تبرید می‌باشد، سرمایش جذبی از روشی استفاده می‌نماید که بتواند با استفاده از حرارت این عمل را انجام دهد.
چرخه سرمایش جذبی را می‌توان به سه مرحله به شرح ذیل تقسیم نمود:
1. تبدیل مایع به بخار: سرمابر مایع در یک محیط با فشار نسبی پایین و با جذب حرارت محیط اطراف خود ، خیلی سریع تبدیل به بخار می‌شود و محیط اطراف را خنک می‌نماید. به دلیل فشار پایین دمای بخار مبرد در حد مورد نیاز پایین می‌باشد.
2. سرمابر گازی توسط مایعی دیگر جذب می‌گردد. (به‌طور مثال جذب بخار آب توسط لیتیوم بروماید)
3. محلول جذب‌کننده و سرمابر حرارت داده می‌شود که این عمل سبب بخار و جدا شدن مبرد از جذب‌کننده می‌شود. پس از این مرحله سرمابر وارد کندانسور شده و با از دست دادن حرارت خود جهت تکرار چرخه تبرید تبدیل به مایع می‌گردد.

در چرخه تبرید تراکمی با استفاده از یک انرژی خارجی مانند الکتریسیته فشار مبرد در کمپرسور افزایش می‌یابد و سبب می‌شود تا ضمن تبدیل مبرد به حالت مایع، دمای آن نیز جهت تبادل گرمایی در کندانسور بالا رود و پس از پایین آمدن دمای آن با عبور از یک شیر انبساط به محیط کم فشار وارد می‌شود و با بخار شدن در محیط کم فشار آن را خنک می نماید. مبرد بخار شده جهت تکرار چرخه مجدداً وارد کمپرسور می‌گردد.
تفاوت دیگر این دو چرخه تبرید در نوع مبرد می‌باشد در حالی که سیستم‌های تراکمی با HCFC و CFCها کار می‌کنند مبرد سیستم‌های جذبی آمونیاک و آب می‌باشد.

### انواع چیلر جذبی

#### چیلر جذبی تک اثره (Single effect)
که خود به سه دسته چیلرهای چیلر جذبی تک اثره با تغذیه بخار، چیلر جذبی تک اثره با تغذیه آب داغ (دمای بالای ۱۰۰ درجه سانتیگراد) و تک اثره با تغذیه آب گرم (دمای زیر۱۰۰ درجه سانتیگراد) تقسیم می‌شوند که نحوه کار آن‌ها مشابه بوده و همگی دارای حداقل یک مولد حرارتی می‌باشند.

#### چیلر جذبی دو اثره (Double effect)
که به دو دسته چیلر جذبی دو اثره با تغذیه بخار و چیلر جذبی دو اثره با شعله مستقیم طبقه‌بندی می‌شوند. این چیلرها، جز نسل جدید چیلرهای جذبی بوده و دارای سیکل تبرید کاملتری نسبت به چیلرهای جذبی تک اثره‌است.

### مقایسه چیلرهای جذبی و چیلرهای تراکمی
ضریب عملکرد (COP) چیلرهای جذبی و چیلرهای تراکمی به شرح زیر است:
- ضریب عملکرد چیلرهای جذبی تک اثره بین ۰٫۶ الی ۰٫۸ است.
- ضریب عملکرد چیلرهای جذبی دو اثره ۱ است.
- ضریب عملکرد چیلرهای تراکمی بین ۲ تا ۶٫۱ است.[۲]

با توجه به راندمان حدود ۳۰ درصدی نیروگاه‌های فسیلی تولید برق (در ایران) و ضریب عملکرد چیلرهای جذبی و تراکمی، برای تولید مقدار مساوی سرمایش، چیلرهای جذبی ۷۱ درصد بیشتر از چیلرهای تراکمی منابع اولیهٔ انرژی مانند گاز یا نفت استفاده می‌کنند. به همین دلیل استفاده از چیلرهای جذبی در مقایسه با چیلرهای تراکمی مقرون به صرفه نیست و در ایران به دلیل ارزان بودن غیرمتعارف گاز طبیعی در مقابل برق، استفاده از چیلرهای جذبی مقرون به صرفه است که البته با واقعی شدن قیمت گاز ایران هم به جمع دیگر کشورها خواهد پیوست.